# Dieter Tauscher
Dieter Tauscher (* 3. Dezember 1938) ist ein ehemaliger deutscher Fußballspieler, der in den 1960er Jahren in der DDR-Oberliga, der höchsten Liga im DDR-Fußball, aktiv war.

## Sportliche Laufbahn
Als Jugendlicher spielte Dieter Tauscher zunächst bei der Betriebssportgemeinschaft (BSG) Lok Dresden-Mitte. Seine erste Station im Männerbereich war die BSG Motor Radeberg, mit der er bis 1960 in der viertklassigen Bezirksliga Dresden spielte.
Zur Saison 1961/62 wechselte Tauscher zum DDR-Oberligisten SC Einheit Dresden, der einen umfangreichen Kaderwechsel vorgenommen hatte (5 Abgänge, 5 Zugänge). In dieser Saison wurde der DDR-Fußball vom 1956 eingeführten sowjetischen Kalenderjahr-System auf das Frühjahr-Sommer-Spieljahr zurückgeführt, wozu in der Oberliga vom März 1961 bis Juni 1962 39 Spiele ausgetragen werden mussten. Tauscher wurde vom 6. Spieltag an eingesetzt und absolvierte bis zum Saisonende 27 Punktspiele. Dabei spielte er regelmäßig als rechter Läufer. Am vorletzten Spieltag erzielte er mit dem 1:0-Siegtreffer im Heimspiel gegen den ASK Vorwärts Berlin sein einziges Tor im höherklassigen Fußball. Nach Abschluss der Saison musste der SC Einheit in die DDR-Liga absteigen. Dort spielte Tauscher für den SC Einheit noch bis Oktober 1963, wobei er in der Saison 1962/63 mit 22 Ligaeinsätzen weiterhin Stammspieler war.
Von November 1963 bis April 1965 musste Tauscher seinen Wehrdienst in der Nationalen Volksarmee ableisten. In dieser Zeit konnte er bei der Armeesportgemeinschaft Vorwärts Meiningen weiter Fußball spielen. 1965 stieg er mit der ASG aus der Bezirksliga in die DDR-Liga auf und bestritt dort noch neun Punktspiele. Nach dem Ende der Armeezeit kehrte Tauscher wieder zur BSG Motor Radeberg zurück, die nach wie vor in der Bezirksliga (nun drittklassig) spielte. Später betätigte er sich dort auch als Nachwuchsübungsleiter.